# Nikolai Petrowitsch Kamanin

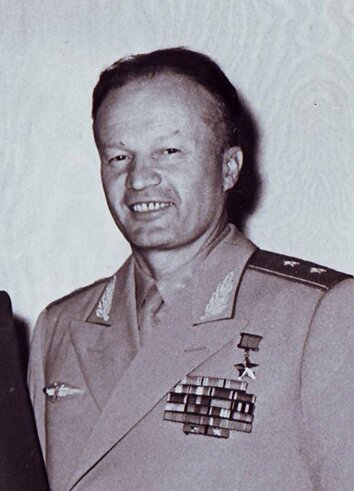
Nikolai Kamanin (1962)

Nikolai Petrowitsch Kamanin (russisch Николай Петрович Каманин; * 5.jul. / 18. Oktober 1909greg. in Melenki, Russland; † 11. März 1982 in Moskau, Sowjetunion) war ein sowjetischer Pilot und hatte zuletzt den Rang eines Generaloberst der Reserve. Von 1960 bis 1971 leitete er die sowjetische Kosmonauten-Ausbildung.

## Leben
Nikolai Kamanin war der Sohn eines Schuhmachers und einer Textilarbeiterin und das sechste von insgesamt elf Kindern. Er trat 1927 in die Armee ein und absolvierte von 1927 bis 1928 die theoretische Fliegerschule in Leningrad und anschließend die Fliegerschule in Borissoglebsk. Er errang nationale Berühmtheit, als er 1934 einer der Piloten war, die in einer dramatischen Rettungsaktion die Besatzung des Frachtschiffes Cheliuskin von einer Eisscholle bergen konnte. Aufgrund dieser Leistung wurde die Auszeichnung Held der Sowjetunion eingeführt. Kamanin war einer der ersten, der diesen Ehrentitel am 20. April 1934 erhielt.
Er ging dann an die Akademie der Luftstreitkräfte, die er 1938 erfolgreich absolvierte. Anschließend wurde er in den Fernen Osten versetzt. Noch vor dem Zweiten Weltkrieg wurde er im Charkower Militärbezirk Kommandeur einer Brigade leichter Bomber. Kamanin nahm 1939/40 am Winterkrieg gegen Finnland teil, anschließend nahm er als Kommandeur der Fliegerkräfte des Mittelasiatischen Militärbezirkes seinen Dienst auf. Im Krieg wurde er im Juli 1942 Kommandeur eines Schlachtfliegerkorps innerhalb der Kalininer Front. Ab Februar 1943 kommandierte er innerhalb der 2. Ukrainischen Front das 8. Gemischte Fliegerkorps, später das 5. Schlachtfliegerkorps.
An der Moskauer Siegesparade von 1945 nahm er im Range eines Generalleutnants der Fliegertruppe als Kommandeur des kombinierten Fliegerbataillons, welches dem kombinierten Regiment der 2. ukrainischen Front unterstellt war, teil. 
1953 bis 1958 übte er leitende Positionen in der „Zivilen Luftflotte“ sowie der paramilitärischen DOSAAF aus. Zwischenzeitlich schloss er 1956 ein Studium an der Generalstabsakademie ab. In den Jahren 1960 bis 1971 leitete er die sowjetische Kosmonautengruppe und koordinierte das Training für die Kosmonauten, die für den Mondflug vorgesehen waren. Vorher war er bereits stellvertretender Stabschef der Luftstreitkräfte und Kommandierender einer Luftarmee. 1967 wurde er zum Generaloberst der Flieger ernannt.
Kamanin trat im August 1971 als Leiter der Kosmonauten-Ausbildung zurück, sein Nachfolger wurde Wladimir Schatalow.
Insgesamt erhielt er drei Leninorden und weitere hohe Auszeichnungen wie den Suworow-Orden II. Klasse, den Kutusoworden II. Klasse und den Orden des Roten Sterns.
Nikolai Kamanins Sohn, Arkadi Nikolai Kamanin, bestand 1943 im Alter von 14 Jahren die Pilotenprüfung und flog während des Zweiten Weltkrieges als Verbindungsflieger mit einer Po-2. Er überlebte den Krieg, starb jedoch nach schwerer Krankheit am 15. April 1947.
Kamanin ist Autor mehrerer Bücher, darunter das ins Deutsche übersetzte Flieger und Kosmonauten. Seine Tagebücher sind äußerst wichtige historische Quellen über die sowjetische Raumfahrt von den Anfängen bis zu Kamanins Rücktritt 1971.